# Groupe de NGC 2911
Le groupe de NGC 2911 comprend au moins sept galaxies situées dans la constellation du Lion. La distance moyenne entre ce groupe et la Voie lactée est d'environ 52,2 Mpc (∼170 millions d'al).  

## Membres
Le tableau ci-dessous liste les sept galaxies du groupe indiquées dans l'article de A.M. Garcia paru en 1993. Dans un article paru en 1998, Abraham Mahtessian fait aussi mention du groupe de NGC 2911, mais il ne retient que trois galaxies, soit NGC 2911, NGC 2913 et NGC 2914.   
| Nom         | Classification | Type                    | α (J2000.0)   | δ (J2000.0) | Vitesse radiale (km/s) | Magnitude apparente | Distance (Mpc) | Diamètre (kal) |
| ----------- | -------------- | ----------------------- | ------------- | ----------- | ---------------------- | ------------------- | -------------- | -------------- |
| NGC 2911    | SA0(s)? pec    | Lenticulaire            | 09h 33m 46.1s | 10° 09′ 09″ | 3231 ± 2               | 11,5                | 52,4 ± 3,7     | 203            |
| NGC 2913    | S?             | Spirale                 | 09h 34m 02.7s | 09° 28′ 45″ | 3045 ± 3               | 13,4                | 49,7 ± 3,5     | 65             |
| NGC 2914    | SB(s)ab        | Spirale barrée          | 09h 34m 02.8s | 10° 06′ 31″ | 3144 ± 1               | 13,2                | 51,1 ± 3,6     | 36             |
| NGC 2939    | Sbc            | Spirale                 | 09h 38m 08.1s | 09° 31′ 18″ | 3339 ± 1               | 12,4                | 54,1 ± 3,8     | 113            |
| PGC 27167*  | Im             | Irrégulière magellanque | 09h 33m 51.3s | 10° 09′ 34″ | 3222 ± 3               | 16,330 ± 0,017      | 52,3 ± 3,7     | 19             |
| MGC 2-25-22 | Im?            | Irrégulière magellanque | 09h 24m 54.7s | 09° 29′ 01″ | 3214 ± 5               | 13,188 ± 0,072      | 52,3 ± 3,7     | 165            |
| UGC 5216    | SABd?          | Spirale intermédiaire   | 09h 45m 22.7s | 09° 46′ 02″ | 3285 ± 4               | 13,85               | 53,3 ± 3,8     | 92             |

- Cette galaxie est notée NGC 2912 par Garcia, mais il s'agit d'une étoile. La petite galaxie à côté de NGC 2911 est PGC 27167 et non NGC 2912.

Le site DeepskyLog permet de trouver aisément les constellations des galaxies mentionnées dans ce tableau ou si elles ne s'y trouvent pas, l'outil du site constellation permet de le faire à l'aide des coordonnées de la galaxie. Sauf indication contraire, les données proviennent du site NASA/IPAC.